# Euphorbia anoplia
Euphorbia anoplia es una especie de fanerógama perteneciente a la familia Euphorbiaceae.

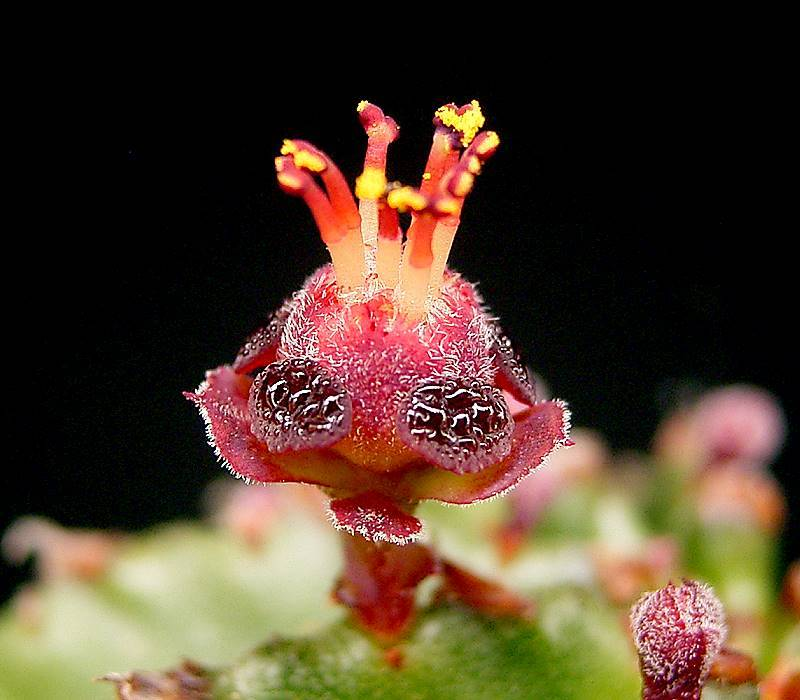
Ciatio

## Descripción
Es una planta suculenta con espinas en el tallo que alcanza hasta un metro de altura.

## Distribución
Es endémica de Sudáfrica.

## Taxonomía
Euphorbia anoplia fue descrito por Otto Stapf y publicado en Botanical Magazine 148: t. 8947. 1923.
Etimología
Euphorbia: nombre genérico que deriva del médico griego del rey Juba II de Mauritania (52 a 50 a. C. - 23), Euphorbus, en su honor – o en alusión a su gran vientre – ya que usaba médicamente Euphorbia resinifera. En 1753 Carlos Linneo asignó el nombre a todo el género.
anoplia: epíteto